# Rio All-Suite Hotel and Casino
Das Rio All-Suite Hotel and Casino (kurz: The Rio) ist ein Hotel-Casino-Komplex und wurde 1990 wenige hundert Meter abseits des Strips in Paradise als Casino vorwiegend für Einheimische eröffnet. Hauptthema des Resorts ist der brasilianische Karneval. In den Jahren 1993 und 1997 wurden die beiden Hotel-Türme (Ipanema und Masquerade Tower) fertiggestellt. Im Jahr 1999 wurde das Rio Hotel/Casino vom Glücksspiel-Giganten Harrah’s Entertainment für 888 Millionen Dollar übernommen.
Das Hotel besitzt ausschließlich Suiten, jede der 2548 Suiten hat mindestens 55 Quadratmeter Wohnraum.
Auf dem Dach des Masquerade Tower befindet sich neben dem Restaurant „Voodoo Steakhouse“ eine tagsüber kostenlos zugängliche Aussichtsplattform. Diese wird bislang nicht aktiv beworben und gilt daher als Geheimtipp unter Las-Vegas-Touristen.
Nachdem die Harrahs-Gruppe auch das Binion’s Horseshoe in Las Vegas übernommen hatte, fand man im Rio einen geeigneten Austragungsort für die World Series of Poker, die hier von 2005 bis 2021 gespielt wurde. Bei der jährlich stattfindenden mehrwöchigen Turnierserie wurde das Hotel zum Mekka für Pokerspieler aus aller Welt.

## Veranstaltungen
- Vom 11. November 2006 bis zum 29. April 2007 absolvierte der Musiker Prince eine Konzertreihe mit Namen „Per4ming Live 3121“ von 40 Auftritten im Rio All-Suite Hotel and Casino.
- Im März und April 2022 fand dort erstmals ein Dreiband-Weltcup statt.

## Weblinks

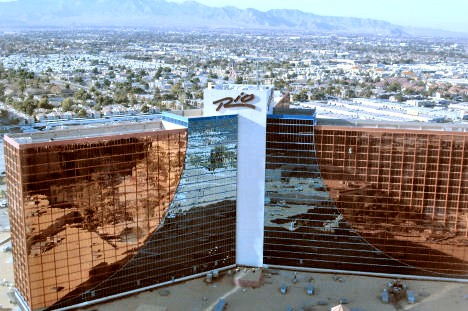
Die Außenfassade des Hotels